# Stahlianthus campanulatus
Stahlianthus campanulatus är en enhjärtbladig växtart som beskrevs av Carl Ernst Otto Kuntze. Stahlianthus campanulatus ingår i släktet Stahlianthus och familjen Zingiberaceae. Inga underarter finns listade i Catalogue of Life.